# Filmografia lui John Hurt
Aceasta este filmografia completă a actorului Sir John Vincent Hurt CBE (1940–2017), actor și actor de voce englez a cărui carieră a durat șase decenii. A avut roluri în peste 130 de filme și zeci de roluri de televiziune.

## Filme
| An   | Titlu                                              | Rol                                  | Regizor                                       | Note |
| ---- | -------------------------------------------------- | ------------------------------------ | --------------------------------------------- | --- |
| 1962 | The Wild and the Willing                           | Phil Corbett                         | Ralph Thomas                                  | |
| 1963 | The Contact                                        | Max                                  | Philip Wrestler                               | Scurtmetraj |
| 1964 | This Is My Street                                  | Charlie                              | Sidney Hayers                                 | |
| 1966 | A Man for All Seasons                              | Richard Rich                         | Fred Zinnemann                                | |
| 1967 | The Sailor from Gibraltar                          | John                                 | Tony Richardson                               | |
| 1969 | Sinful Davey                                       | Davey Haggart                        | John Huston                                   | |
| 1969 | Before Winter Comes                                | Lieutenant Pilkington                | J. Lee Thompson                               | |
| 1969 | In Search of Gregory                               | Daniel                               | Peter Wood                                    | |
| 1971 | 10 Rillington Place                                | Timothy John Evans                   | Richard Fleischer                             | Nominalizare – BAFTA Award for Best Actor in a Supporting Role |
| 1971 | Mr. Forbush and the Penguins                       | Richard Forbush                      | Roy Boulting, Arne Sucksdorff, & Alfred Viola | |
| 1972 | The Pied Piper                                     | Franz                                | Jacques Demy                                  | |
| 1974 | Little Malcolm                                     | Malcolm Scrawdyke                    | Stuart Cooper                                 | |
| 1975 | The Ghoul                                          | Tom Rawlings                         | Freddie Francis                               | |
| 1975 | La Linea del fiume                                 | Chandler                             | Aldo Scavarda                                 | |
| 1977 | The Disappearance                                  | Atkinson                             | Stuart Cooper                                 | |
| 1977 | Three Dangerous Ladies                             | Lieutenant Simmonds                  | Robert Fuest                                  | Segment: "The Island" |
| 1977 | Paperback                                          | Unknown                              | David Bailey                                  | |
| 1977 | East of Elephant Rock                              | Nash                                 | Don Boyd                                      | |
| 1978 | Midnight Express                                   | Max                                  | Alan Parker                                   | Golden Globe Award for Best Supporting Actor – Motion Picture BAFTA Award for Best Actor in a Supporting Role Nominalizare – Academy Award for Best Supporting Actor                                                     |
| 1978 | The Shout                                          | Anthony Fielding                     | Jerzy Skolimowski                             | |
| 1978 | Watership Down                                     | Hazel                                | Martin Rosen                                  | Voce |
| 1978 | The Lord of the Rings                              | Aragorn                              | Ralph Bakshi                                  | Voce |
| 1979 | Alien                                              | Gilbert Kane, Executive Officer      | Ridley Scott                                  | Nominalizare – BAFTA Award for Best Actor in a Supporting Role |
| 1980 | The Elephant Man                                   | John Merrick                         | David Lynch                                   | BAFTA Award for Best Actor in a Leading Role Nominalizare – Academy Award for Best Actor Nominalizare – Golden Globe Award for Best Actor – Motion Picture Drama                                                         |
| 1980 | Heaven's Gate                                      | William C. Irvine                    | Michael Cimino                                | |
| 1981 | History of the World, Part I                       | Jesus Christ                         | Mel Brooks                                    | |
| 1981 | Night Crossing                                     | Peter Strelzyk                       | Delbert Mann                                  | |
| 1982 | Partners                                           | Kerwin                               | James Burrows                                 | |
| 1982 | The Plague Dogs                                    | Snitter                              | Martin Rosen                                  | Voce |
| 1983 | The Osterman Weekend                               | Lawrence Fassett                     | Sam Peckinpah                                 | |
| 1984 | Champions                                          | Bob Champion                         | John Irvin                                    | Evening Standard British Film Award for Best Actor |
| 1984 | Success Is the Best Revenge                        | Dino Montecurva                      | Jerzy Skolimowski                             | |
| 1984 | The Hit                                            | Mitchell Braddock                    | Stephen Frears                                | Evening Standard British Film Award for Best Actor |
| 1984 | Nineteen Eighty-Four                               | Winston Smith                        | Michael Radford                               | Evening Standard British Film Award for Best Actor Fantasporto for Best Actor (tied with Eddy Mitchell) Valladolid International Film Festival for Best Actor (tied with Richard Burton)                                 |
| 1985 | After Darkness                                     | Peter Hunningford                    | Dominique Othenin-Girard & Sergio Guerraz     | |
| 1985 | The Black Cauldron                                 | The Horned King                      | Ted Berman & Richard Rich                     | Voce |
| 1986 | Jake Speed                                         | Sid                                  | Andrew Lane                                   | |
| 1987 | The Hunting of the Snark                           | Narrator                             | Mike Batt                                     | Voce |
| 1987 | Rocinante                                          | Bill                                 | Ann Guedes, Eduardo Guedes                    | |
| 1987 | White Mischief                                     | Gilbert Colvile                      | Michael Radford                               | |
| 1987 | From the Hip                                       | Douglas Benoit                       | Bob Clark                                     | |
| 1987 | Aria                                               | The Actor                            | Bill Bryden                                   | Segment: "Pagliacci" |
| 1987 | Spaceballs                                         | Kane                                 | Mel Brooks                                    | Cameo |
| 1987 | Vincent                                            | Narrator                             | Paul Cox                                      | Voce |
| 1988 | The Bengali Night                                  | Lucien Metz                          | Nicolas Klotz                                 | |
| 1989 | Scandal                                            | Stephen Ward                         | Michael Caton-Jones                           | |
| 1989 | Little Sweetheart                                  | Robert Burger                        | Anthony Simmons                               | |
| 1990 | Windprints                                         | Charles Rutherford                   | David Wicht                                   | |
| 1990 | Romeo-Juliet                                       | La Dame aux Chats Mercutio           | Armondo Linus Acosta                          | |
| 1990 | The Field                                          | Bird O'Donnell                       | Jim Sheridan                                  | Nominalizare – BAFTA Award for Best Actor in a Supporting Role |
| 1990 | Frankenstein Unbound                               | Joe Buchanan Narrator                | Roger Corman                                  | |
| 1991 | King Ralph                                         | Lord Percival Graves                 | David S. Ward                                 | |
| 1991 | I Dreamt I Woke Up                                 | John Boorman's Alter Ego             | John Boorman                                  | |
| 1992 | Lapse of Memory                                    | Conrad Farmer                        | Patrick Dewolf                                | |
| 1993 | L'Oeil qui ment                                    | Anthony / Le Marquis                 | Raúl Ruiz                                     | |
| 1993 | Kölcsönkapott idő                                  | Sean                                 | István Poór                                   | |
| 1993 | Monolith                                           | Villano                              | John Eyres                                    | |
| 1993 | Even Cowgirls Get the Blues                        | The Countess                         | Gus Van Sant                                  | |
| 1994 | Rabbit Ears: Aladdin and the Magic Lamp            | Storyteller                          | C.W. Rogers                                   | Voce Direct-to-video |
| 1994 | Thumbelina                                         | Mr. Mole                             | Don Bluth & Gary Goldman                      | Voce |
| 1994 | Great Moments in Aviation                          | Rex Goodyear                         | Beeban Kidron                                 | |
| 1994 | Second Best                                        | Uncle Turpin                         | Chris Menges                                  | |
| 1995 | Rob Roy                                            | John Graham, Marquis of Montrose     | Michael Caton-Jones                           | |
| 1995 | Dead Man                                           | John Scholfield                      | Jim Jarmusch                                  | |
| 1995 | Wild Bill                                          | Charley Prince                       | Walter Hill                                   | |
| 1995 | Two Nudes Bathing                                  | Marquis de Prey                      | John Boorman                                  | Scurtmetraj Episode of Picture Windows miniseries |
| 1997 | Love and Death on Long Island                      | Giles De'Ath                         | Richard Kwietniowski                          | FIPRESCI Prize – Special Mention of Chicago International Film Festival (shared with: Richard Kwietniowski) Nominalizare – British Independent Film Award for Best Performance by a British Actor in an Independent Film |
| 1997 | Contact                                            | S.R. Hadden                          | Robert Zemeckis                               | |
| 1997 | The Climb                                          | Chuck Langer                         | Bob Swaim                                     | |
| 1997 | Bandyta                                            | Babits                               | Maciej Dejczer                                | |
| 1997 | Tender Loving Care                                 | Dr Turner                            | David Wheeler                                 | Direct-to-video |
| 1998 | The Commissioner                                   | James Morton                         | George Sluizer                                | |
| 1998 | Night Train                                        | Michael Poole                        | John Lynch                                    | |
| 1998 | All the Little Animals                             | Mr Summers                           | Jeremy Thomas                                 | |
| 1999 | A Monkey's Tale                                    | Sebastian                            | Jean-François Laguionie                       | English dub |
| 1999 | If... Dog... Rabbit...                             | Sean Cooper                          | Matthew Modine                                | |
| 1999 | You're Dead...                                     | Maitland                             | Andy Hurst                                    | |
| 2000 | The Tigger Movie                                   | Narrator                             | Jun Falkenstein                               | Voce |
| 2000 | New Blood                                          | Alan White                           | Michael Hurst                                 | |
| 2000 | Lost Souls                                         | Father Lareaux                       | Janusz Kamiński                               | |
| 2001 | Tabloid                                            | Vince                                | David Blair                                   | |
| 2001 | Captain Corelli's Mandolin                         | Dr Yiannis                           | John Madden                                   | |
| 2001 | Harry Potter and the Philosopher's Stone           | Garrick Ollivander                   | Chris Columbus                                | |
| 2002 | Miranda                                            | Christian                            | Marc Munden                                   | |
| 2002 | Crime and Punishment                               | Porfiry                              | Menahem Golan                                 | |
| 2003 | Owning Mahowny                                     | Victor Foss                          | Richard Kwietniowski                          | |
| 2003 | Meeting Che Guevara & the Man from Maybury Hill    | Man from Maybury Hill                | Anthony Byrne                                 | Scurtmetraj |
| 2003 | Dogville                                           | Narrator                             | Lars Von Trier                                | Voce |
| 2004 | Hellboy                                            | Professor Trevor 'Broom' Bruttenholm | Guillermo del Toro                            | |
| 2004 | Pride                                              | Harry                                | John Downer                                   | Voce |
| 2005 | Short Order                                        | Felix                                | Anthony Byrne                                 | |
| 2005 | Valiant                                            | Felix                                | Gary Chapman                                  | Voce |
| 2005 | Manderlay                                          | Narrator                             | Lars Von Trier                                | Voce |
| 2005 | The Skeleton Key                                   | Ben Devereaux                        | Iain Softley                                  | |
| 2005 | Shooting Dogs                                      | Christopher                          | Michael Caton-Jones                           | |
| 2005 | The Proposition                                    | Jellon Lamb                          | John Hillcoat                                 | Nominalizare – Australian Film Institute Award for Best Actor in a Supporting Role |
| 2005 | Harry Potter and the Goblet of Fire                | Garrick Ollivander                   | Mike Newell                                   | Deleted scenes |
| 2006 | V for Vendetta                                     | Adam Sutler                          | James McTeigue                                | |
| 2006 | Perfume: The Story of a Murderer                   | Narrator                             | Tom Tykwer                                    | Voce |
| 2007 | Boxes                                              | Le père de Fanny                     | Jane Birkin                                   | |
| 2007 | Hellboy: Blood and Iron                            | Professor Trevor 'Broom' Bruttenholm | Victor Cook & Tad Stones                      | Voce Direct-to-DVD |
| 2008 | The Oxford Murders                                 | Arthur Seldom                        | Álex de la Iglesia                            | |
| 2008 | Indiana Jones and the Kingdom of the Crystal Skull | Professor Harold 'Ox' Oxley          | Steven Spielberg                              | |
| 2008 | Hellboy II: The Golden Army                        | Professor Trevor 'Broom' Bruttenholm | Guillermo del Toro                            | Cameo |
| 2008 | Outlander                                          | Hrothgar                             | Howard McCain                                 | |
| 2008 | Lecture 21                                         | Mondrian Kilroy                      | Alessandro Baricco                            | |
| 2008 | New York, I Love You                               | Bellhop                              | Shekhar Kapur                                 | Segment "Shekhar Kapur" |
| 2009 | An Englishman in New York                          | Quentin Crisp                        | Richard Laxton                                | |
| 2009 | The Limits of Control                              | Guitar                               | Jim Jarmusch                                  | |
| 2009 | 44 Inch Chest                                      | Old Man Peanut                       | Malcolm Venville                              | Nominalizare – London Film Critics' Circle Award for Supporting Actor of the Year |
| 2010 | Lou                                                | Doyle                                | Belinda Chayko                                | |
| 2010 | A Turtle's Tale: Sammy's Adventures                | Grandpa Sammy                        | Ben Stassen                                   | Voce |
| 2010 | Brighton Rock                                      | Phil Corkery                         | Rowan Joffé                                   | |
| 2010 | Ultramarines: The Movie                            | Carnak                               | Martyn Pick                                   | Voce |
| 2010 | Harry Potter and the Deathly Hallows – Part 1      | Garrick Ollivander                   | David Yates                                   | |
| 2011 | Harry Potter and the Deathly Hallows – Part 2      | Garrick Ollivander                   | David Yates                                   | |
| 2011 | Regret Not Speaking                                |                                      | Richard Kwietniowski                          | |
| 2011 | Melancholia                                        | Dexter                               | Lars Von Trier                                | |
| 2011 | Tinker Tailor Soldier Spy                          | Control                              | Tomas Alfredson                               | |
| 2011 | Immortals                                          | Old Man / Narrator                   | Tarsem Singh                                  | |
| 2012 | Jayne Mansfield's Car                              | Kingsley Bedford                     | Billy Bob Thornton                            | |
| 2012 | In Love with Alma Cogan                            | Master of Ceremonies                 | Tony Britten                                  | |
| 2012 | Sightseers                                         | Narrator – Blake's "Jerusalem"       | Ben Wheatley                                  | Uncredited Voce |
| 2013 | Charlie Countryman                                 | Narrator                             | Fredrik Bond                                  | Voce Deleted scenes |
| 2013 | Only Lovers Left Alive                             | Christopher Marlowe                  | Jim Jarmusch                                  | |
| 2013 | Swan Lake 3D – Live from the Mariinsky Theatre     | Winter Palace / Himself              | Ross MacGibbon                                | Voce |
| 2013 | Snowpiercer                                        | Gilliam                              | Bong Joon-ho                                  | |
| 2013 | More Than Honey                                    | Narrator                             | Markus Imhoof                                 | Voce Documentar |
| 2013 | Benjamin Britten – Peace and Conflict              | Narrator                             | Tony Britten                                  | |
| 2014 | Hercules                                           | Cotys                                | Brett Ratner                                  | |
| 2015 | A.K.A Nadia                                        | 347                                  | Tova Ascher                                   | |
| 2015 | The Absinthe Drinkers                              | Antonio Argenti                      | John Jopson                                   | |
| 2015 | Break                                              | Jack                                 | Nicholas Moss                                 | Scurtmetraj |
| 2015 | Sodor's Legend of the Lost Treasure                | Sailor John                          | David Stoten                                  | Voce |
| 2016 | ChickLit                                           | Francis Bonar                        | Tony Britten                                  | |
| 2016 | The Journey                                        | Harry Patterson                      | Nick Hamm                                     | |
| 2016 | Jackie                                             | The Priest                           | Pablo Larraín                                 | |
| 2016 | Back to Utopia                                     | Peter Panludic                       | Fabio Wuytack                                 | Voce; Lansare postumă internațională |
| 2017 | My Name Is Lenny                                   | Leslie Salmon                        | Ron Scalpello                                 | Lansare postumă |
| 2017 | That Good Night                                    | Ralph                                | Eric Styles                                   | Lansare postumă |
| 2018 | Damascus Cover                                     | Miki                                 | Daniel Zelik Berk                             | Lansare postumă |

## Televiziune
| An        | Titlu                                                 | Rol                           | Note |
| --------- | ----------------------------------------------------- | ----------------------------- | --- |
| 1961      | Drama 61-67                                           | Private Briggs                | Episodul: "Drama '61: Local Incident"                                                                                   |
| 1962      | Z-Cars                                                | James Hogan                   | Episodul: "Assault" |
| 1963      | First Night                                           | Garry                         | Episodul: "Menace" |
| 1964      | Armchair Theatre                                      | Unknown                       | Episodul: "A Jug of Bread"                                                                                              |
| 1964      | Thursday Theatre                                      | Orpheus                       | Episodul: "Point of Departure"                                                                                          |
| 1964      | Gideon's Way                                          | Freddy Tinsdale               | Episodul: "The Tin God"                                                                                                 |
| 1964–65   | ITV Play of the Week                                  | Various characters            | 3 episoade |
| 1973      | Wessex Tales                                          | Joshua Harlborough            | Episodul: "A Tragedy of Two Ambitions"                                                                                  |
| 1974      | The Playboy of the Western World                      | Christopher 'Christy' Mahon   | Film TV |
| 1975      | The Naked Civil Servant                               | Quentin Crisp                 | Film TV British Academy Television Award for Best Actor                                                                 |
| 1976      | Shades of Greene                                      | Fred                          | Episodul: "A Drive in the Country"                                                                                      |
| 1976      | Play for Today                                        | Alec Cassell                  | Episodul: "The Peddler"                                                                                                 |
| 1976      | The Sweeney                                           | Tony Grey                     | Episodul: "Tomorrow Man"                                                                                                |
| 1976      | I, Claudius                                           | Caligula                      | 5 episoade |
| 1977      | Spectre                                               | Mitri Cyon                    | Film TV |
| 1979      | Crime and Punishment                                  | Rodion Romanovich Raskolnikov | 3 episoade |
| 1983      | King Lear                                             | The Fool                      | Film TV |
| 1988      | Deadline                                              | Granville Jones               | Film TV |
| 1987–88   | The Storyteller                                       | The Storyteller               | 9 episoade |
| 1990      | The Investigation: Inside a Terrorist Bombing         | Chris Mullin                  | Film TV |
| 1991      | Journey to Knock                                      | Alfred                        | Film TV |
| 1991      | Red Fox                                               | Archie Carpenter              | 2 episoade |
| 1992      | Six Characters in Search of an Author                 | The Father                    | Film TV |
| 1993      | Great Moments in Aviation                             | Rex Goodyear                  | Film TV |
| 1994      | Picture Windows                                       | Le Compte                     | Episodul: "Two Nudes Bathing"                                                                                           |
| 1995      | Prisoners in Time                                     | Eric Lomax                    | Episodul: "Everyman" |
| 1995      | Screen Two                                            | Jack Lee                      | Episodul: "Saigon Baby"                                                                                                 |
| 1999–2000 | Watership Down                                        | General Woundwort             | Voce 7 episoade |
| 2001      | Beckett on Film – Krapp's Last Tape                   | Krapp                         | Film TV |
| 2002      | Bait                                                  | Jack Blake                    | Film TV |
| 2004      | The Alan Clark Diaries                                | Alan Clark                    | 6 episoade |
| 2004      | Pride                                                 | Harry                         | Voce Film TV |
| 2005      | Hiroshima                                             | Narrator                      | Voce Documentar |
| 2007      | Masters of Science Fiction                            | Samswope                      | Episodul: "The Discarded"                                                                                               |
| 2008      | Recount                                               | Warren Christopher            | Film TV |
| 2008–2012 | Merlin                                                | The Great Dragon              | Voce 64 episoade |
| 2009      | The Gruffalo                                          | The Owl                       | Voce Film TV |
| 2009      | An Englishman in New York                             | Quentin Crisp                 | Film TV Berlin International Film Festival – Teddy Award Nominalizare – British Academy Television Award for Best Actor |
| 2010      | Whistle and I'll Come to You                          | James Parkin                  | Film TV |
| 2011      | Human Planet                                          | Narrator                      | Voce Documentar |
| 2011      | Harry's Arctic Heroes                                 | Narrator                      | Voce Documentar |
| 2011      | Planet Dinosaur                                       | Narrator                      | Voce Documentar |
| 2011      | The Gruffalo's Child                                  | The Owl                       | Voce Film TV |
| 2012      | Labyrinth                                             | Audric Baillard               | 2 episoade |
| 2012      | The Hollow Crown: Henry V                             | The Chorus                    | Film TV |
| 2012      | Playhouse Presents                                    | The Ministry                  | Voce Episodul: "The Snipist"                                                                                            |
| 2013      | Doctor Who                                            | War Doctor                    | 2 episoade |
| 2014      | The Strain                                            | Professor Abraham Setrakian   | Episod pilot netransmis                                                                                                 |
| 2015      | The Last Panthers                                     | Tom Kendle                    | 6 episoade |
| 2016      | The Pity of War: The Loves and Lives of the War Poets | Siegfried Sassoon             | Film TV |

## Jocuri video
| An   | Titlu                      | Rol               | Note         |
| ---- | -------------------------- | ----------------- | ------------ |
| 1996 | Privateer 2: The Darkening | Joe the Bartender |              |
| 1998 | Tender Loving Care         | Dr Turner         |              |
| 1998 | Cracking the Conspiracy    |                   |              |
| 2015 | LEGO Dimensions            | War Doctor        | Arhivă audio |